# Respijtzorg
Respijtzorg biedt de mogelijkheid om de mantelzorgers de zorg van hun zorgvrager even over te laten nemen.
De bedoeling is dat de zorggever even rust en vrij kan nemen van de zorg die hij/zij dag en nacht moet geven.
De zorg kan zowel bij mensen thuis of bij een speciaal instelling plaatsvinden.
Voorbeelden zijn dagopvang, logeerhuizen, zorgboerderijen en professionele respijtzorg thuis. In het Nederlandse overheidsbeleid wordt anno 2014 uit kostenoverweging gewerkt aan een verschuiving naar minder professionele zorg en meer mantelzorg. Uit onderzoeken is echter gebleken dat veel mantelzorgers zich overbelast voelen. Respijtzorg betekent dat deze mantelzorgers tijdelijk vrijgesteld zijn van hun verplichting om de druk van de zorg te verminderen. De respijtzorg is bedoeld voor veel verschillende vormen van langdurige mantelzorg, zoals bij psychiatrische problemen, bij lichamelijk of geestelijke beperking, bij chronische ziekte enz, De respijtzorg kan verleend worden door mensen uit het eigen netwerk of andere vrijwilligers, maar ook de door professionals.   